# Riley B. Smith
Riley B. Smith (* 2. September 2005 in West Hills, Los Angeles) ist ein US-amerikanischer Jugendschauspieler.

## Leben
Smith wurde in West Hills, einem Stadtteil von Los Angeles, als Sohn des Blues-Gitarristen John Smith geboren. Smith begann 2009 mit 3 Jahren in der Fernsehserie The Middle seine Schauspielerkarriere. Danach spielte er mehrere Gastrollen in Fernsehserien und Filmen, zum Beispiel 2010 mit Jennifer Lopez im Film The Back-up Plan. Bald darauf begann er eine stetige Karriere als Werbedarsteller, der Spots für Clear Wire, U.S. Cellular, Netflix, Lowes und eine nationale Kampagne für DirecTV drehte. Zu Smiths Fernsehserien-Credits gehören Gastrollen in The Middle und Hot in Cleveland. Außerdem ist er als Synchronsprecher für viele Projekte tätig, darunter Clarence auf Cartoon Network. Zu seinen weiteren Spielfilm-Credits gehört American Sniper.
Bekannt wurde er vor allem durch seine Rolle als Ralph Dineen in der Fernsehserie Scorpion. In der Fernsehserie spielte Smith einen hochbegabten Jungen, welcher mit seiner Mutter und einem Team voller Hochbegabten täglich die Welt rettete.

## Sonstiges
Sein Vater, der Blues-Gitarrist Josh Smith, tourt mit verschiedenen Künstlern und bekam dadurch national und international Aufmerksamkeit.
Seine Schwester ist Mackenzie Lenora Baker-Smith, die sich bereits als bekannte Fotografin im Raum Los Angeles etabliert hat und mit bekannten Fotografen wie Bill Diodato und Mathieu Bitton zusammenarbeitet. Darüber hinaus hat sie ein Buch mit dem Titel Plain Sight veröffentlicht.